# Paul Hirsch (filmklippare)
Paul Frederick Hirsch, född 14 november 1945, är en amerikansk filmklippare som medverkat i över 40 filmer sedan 1970. Han är mest känd som en av de främsta filmskaparna som kom ut ur New Hollywood -rörelsen, och har samarbetat med regissörer som t.ex. Brian De Palma, George Lucas, George A. Romero och Herbert Ross. Han vann en Oscar och enSaturn Award för sitt arbete på Stjärnornas Krig, som han delade med Richard Chew och Marcia Lucas.

## Biografi
Hirsch är från New York, och son till målaren Joseph Hirsch. Hans far var av tysk-judisk härkomst. Efter att ha tagit examen från Columbia 1966 började han göra en karriär inom filmklippning. Medan han klippte trailers i New York under slutet av 1960-talet introducerade hans bror, Charles, honom till den då okände filmskaparen Brian De Palma. Deras samarbete resulterade i elva långfilmer.
1978 vann han en Oscar för bästa filmklippning för sitt arbete på Stjärnornas Krig, tillsammans med Richard Chew och Marcia Lucas. Han var också den första personen att vinna Saturn Award för bästa filmklippning två gånger, första gången 1977 för Stjärnornas Krig och sedan 2011 för mission: Impossible – Ghost Protocol.
Han har klippt över 35 långfilmer, inklusive Rymdimperiet slår tillbaka, Fira med Ferris, mission: Impossible, Raka spåret till Chicago, Footloose, Carrie, Falling Down, Phantom of the Paradise, Obsession, Blow Out, Nyckeln till framgång, Blommor av Stål and Ray, för vilka han fick en andra Oscar-nominering 2005 och American Cinema Editors' Award för bästa klippta långfilm (komedi eller musikal). Han har också arbetat med Duncan Jones på Source Code och Warcraft.
Hirsch tittar sällan på andra filmer än sina egna mer än en gång. Dock nämner han att musikalen En amerikan i Paris och science fiction-filmen 2001: Ett Rymdäventyr är värda att se igen.